# Гривенское сельское поселение (Челябинская область)
Гривенское се́льское поселе́ние — упраздненное в 2024 муниципальное образование в Нязепетровском районе Челябинской области Российской Федерации. Поселению соответствовала административно-территориальная единица Гривенский сельсовет..
Административный центр — деревня Ситцева.

## История
Статус и границы сельского поселения установлены Законом Челябинской области от 13 сентября 2004 года № 266-ЗО «О статусе и границах Нязепетровского муниципального района, городского и сельских поселений в его составе».
Упразднено Постановлением Губернатора Челябинской области от 22.01.2024 № 9.

## Население
| 2002  | 2010  | 2011  | 2012  | 2013  | 2014  | 2015  |
| ----- | ----- | ----- | ----- | ----- | ----- | ----- |
| 1625  | ↘1229 | ↘1225 | ↘1181 | ↘1127 | ↗1135 | ↘1108 |
| 2016  | 2017  | 2018  | 2019  | 2020  | 2021  |       |
| ↘1053 | ↗1058 | ↘1016 | ↘975  | ↘952  | ↘767  |       |

## Состав сельского поселения
| № | Населённый пункт | Тип населённого пункта          | Население |
| - | ---------------- | ------------------------------- | --------- |
| 1 | Абдрахманова     | деревня                         | ↘7        |
| 2 | Аптрякова        | деревня                         | ↘201      |
| 3 | Бозово           | деревня                         | ↘48       |
| 4 | Гривенка         | деревня                         | ↘139      |
| 5 | Ситцева          | деревня, административный центр | ↘756      |
| 6 | Юсупово          | деревня                         | ↘78       |